# 72 (tal)
72 (sjuttiotvå) är det naturliga talet som följer 71 och som följs av 73.
- Hexadecimala talsystemet: 48
- Binärt: 1001000
- Delbarhet: 1, 2, 3, 4, 6, 8, 9, 12, 18, 24, 36, 72
- Primfaktorisering: 23 · 32
- Antal delare: 12
- Summan av delarna: 195
- Inom tryckeriteknik definieras en USA-point som 1/72 inch = 0,35277… mm. I Europa ursprungligen 1/72 fot, men definitionen av 1 fot varierade stort mellan länderna. Oftast gällde 1 fransk fot (32,484… cm, franske kungens fot), alltså 1 europeisk punkt = 1/72 pied = 4,511… mm, sedermera 1/12 därav = 0,37597 mm. Om tryckerimått se vidare Berthold-Didot.

## Inom matematiken
- 72 är ett jämnt tal.
- 72 är ett ymnigt tal
- 72 är ett mycket ymnigt tal
- 72 är det minsta Akillestalet
- 72 är ett rektangeltal
- 72 är ett Ulamtal.
- 72 är ett Praktiskt tal.
- 72 är ett palindromtal i det kvinära talsystemet.

## Inom vetenskapen
- Hafnium, atomnummer 72
- 72 Feronia, en asteroid
- M72, klotformig stjärnhop i Vattumannen, Messiers katalog